# 전계 전자 방출
(전계 전자 방출 및 전자 전계 방출로도 알려진) 전계 방출(Field electron emission, FE)은 전계가 유도한 전자의 방출이다. 가장 일반적인 상황은 진공으로 고체 표면에서 전계 방출이다. 그러나, 전계 방출은 진공, 공기, 액체 또는 임의의 비전도성 유전체 또는 약한 전도성으로, 고체 또는 액체의 표면에서 발생할 수 있다. 반도체의 전도대 (제너 효과)에 원자로부터 잔자의 전계 유도 촉진은 전계 방출의 한 형태로 간주할 수 있다.

## 같이 보기
- 전계 방출 디스플레이